# Кузнецов, Павел Вениаминович
Павел Вениаминович Кузнецов (род. 14 сентября 1956, Ленинград) — философ

, писатель

, литературный критик, публицист. Автор работ по истории русской и западноевропейской философии и литературы.
В 1981 году окончил философский факультет ЛГУ, кандидат философских наук.

## Профессиональная деятельность
- 1981-87 — Северо-Западный политехнический институт, преподаватель философии;
- 1987-90 — лектор общества «Знание»;
- 1990-91 — корреспондент газеты «Русская мысль» (Париж);
- 1991 — ежегодный альманах «СТ» («Ступени»)  зам. гл. редактора;
- с 1997 — главный редактор

Публиковался в журналах «Вопросы философии», «Новый мир», «Звезда», «Октябрь», «Посев», «Новая русская книга», «Новый мир искусства»; в «Независимой газете», «Русской мысли» и др.
Эксперт, руководитель разделов «Гуманитарные науки и самосознание общества», «Русское зарубежье», автор статей издания «Новейшая история отечественного кино. 1986—2000. Кино и контекст». Член редколлегии издательства «Сеанс», член творческого коллектива историко-философского альманаха «Сентенция».
Член Союза писателей СПб, Союза ученых СПб, Петербургской ассоциации кинопрессы, Российского философского общества.

## Премии, награды
- лауреат премии газеты «Русская мысль» Париж, 1992
- лауреат премии журнала «Звезда», 2002
- лауреат премии «П. А.К.»